# (4394) Fritzheide
(4394) Fritzheide (1981 EB19) – planetoida z pasa głównego asteroid okrążająca Słońce w ciągu 3,38 lat w średniej odległości 2,25 j.a. Odkryta 2 marca 1981 roku.